# Aphylla theodorina
Aphylla theodorina е вид водно конче от семейство Gomphidae. Видът е незастрашен от изчезване.

## Разпространение
Разпространен е в Аржентина, Бразилия, Венецуела, Гвиана и Перу.